# Alea (diritto)
Nel diritto civile, con il termine alea si indica genericamente il rischio inerente ad ogni operazione contrattuale/negoziale, relativo alle variazioni di costi e valori delle prestazioni.
L'alea è insita in ogni tipo di rapporto e, quando non supera i limiti della normalità, ricade di regola su ciascuno dei contraenti. Il superamento di tale limite "normale" dell'alea, comporta l'eccessiva onerosità della prestazione: in tal caso la parte che vi è tenuta può invocare la risoluzione del rapporto negoziale per eccessiva onerosità.

## Il contratto aleatorio
Un'importante eccezione si verifica quando invece l'alea venga assunta come causa del negoziato. In tal caso si parla di contratto aleatorio (ad esempio sono di questo tipo i contratti di assicurazione). 
Nel contratto aleatorio, l'ammontare delle specifiche prestazioni dipende da fattori casuali, verificandosi così un'incertezza totale o parziale di una o di entrambe le prestazioni. La natura di tale contratto preclude che la causa di scioglimento dello stesso venga ravvisata nell'eccessiva onerosità della prestazione.